# San Andrés del Quirinal (título cardenalicio)
San Andrés del Quirinal es un título cardenalicio de la Iglesia Católica. Fue instituido por el papa Juan Pablo II en 1998. Se encuentra en la Iglesia de San Andrés del Quirinal, sede del noviciado jesuita desde el siglo XVI.

## Titulares
- Adam Kozłowiecki, S.J. (21 de febrero de 1998 - 28 de septiembre de 2007)
- Odilo Pedro Scherer (24 de noviembre de 2007)

- Datos: Q3461778